# كودي كلارك
كودي كلارك (بالإنجليزية: Cody Clark)‏ هو لاعب كرة قدم أمريكية أمريكي، ولد في 13 أغسطس 1882 في ويسكونسن في الولايات المتحدة، وتوفي في 14 نوفمبر 1931 في أليانس في الولايات المتحدة.